# Псевдонаднова

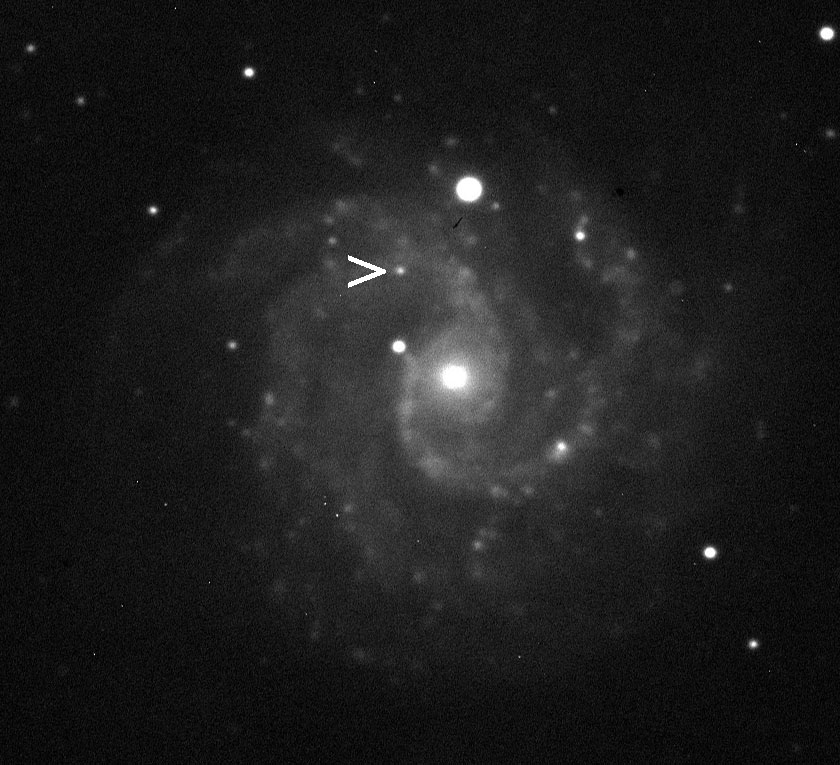
NGC 3184 з псевдонадновою SN 2010dn.

Псевдонаднові — це вибухи зір, що спочатку виглядають як тип наднової, але вибух не знищує початкову зорю. Тому вони вважаються класом надзвичайно потужних нових. Вони також відомі як наднові типу V, аналоги Ети Кіля та гігантські вибухи яскравих блакитних змінних (LBV).

## Вигляд, походження та втрата маси
Псевдонаднові видаються як дуже бліді наднові спектрального типу IIn, що мають у спектрі водень та вузькі спектральні лінії, які вказують на відносно низькі швидкості газів. Ці «самозванці» перевищують свій стан до вибуху на декілька зоряних величин, з типовою піковою абсолютною видимою зоряною величиною −11 до −14, що робить ці спалахи порівняними з найяскравішими зорями небосхилу.
Механізм, який спричиняє ці вибухи, досі остаточно не з'ясований, хоча за однією з теорій завдячує порушенню класичної межі яскравості Еддінгтона, що запускає велику втрату маси. Якщо співвідношення випроміненої енергії до кінетичної енергії становить близько 1, як у Ети Кіля, маса викинутої матерії складе бл. 0,16 маси Сонця.

## Приклади
Можливими прикладами псевдонаднових є вибухи Ети Кіля 1843 року, P Лебедя, SN 1961V, SN 1954J, SN 1997bs, SN 2008S у NGC 6946 та SN 2010dn — у всіх цих випадках зазначається про збереження зір-попередників.
Одна з псевдонаднових, яка потрапила у новини після події, — це псевдонаднова у галактиці UGC 4904, яку 20 жовтня 2004 року спостерігав японський астроном-аматор Коїті Ітагакі. Ця яскрава блакитна змінна два роки потому, 11 жовтня 2006 року, вибухнула як наднова SN 2006jc.